# Hanshin

Het logo van Hanshin

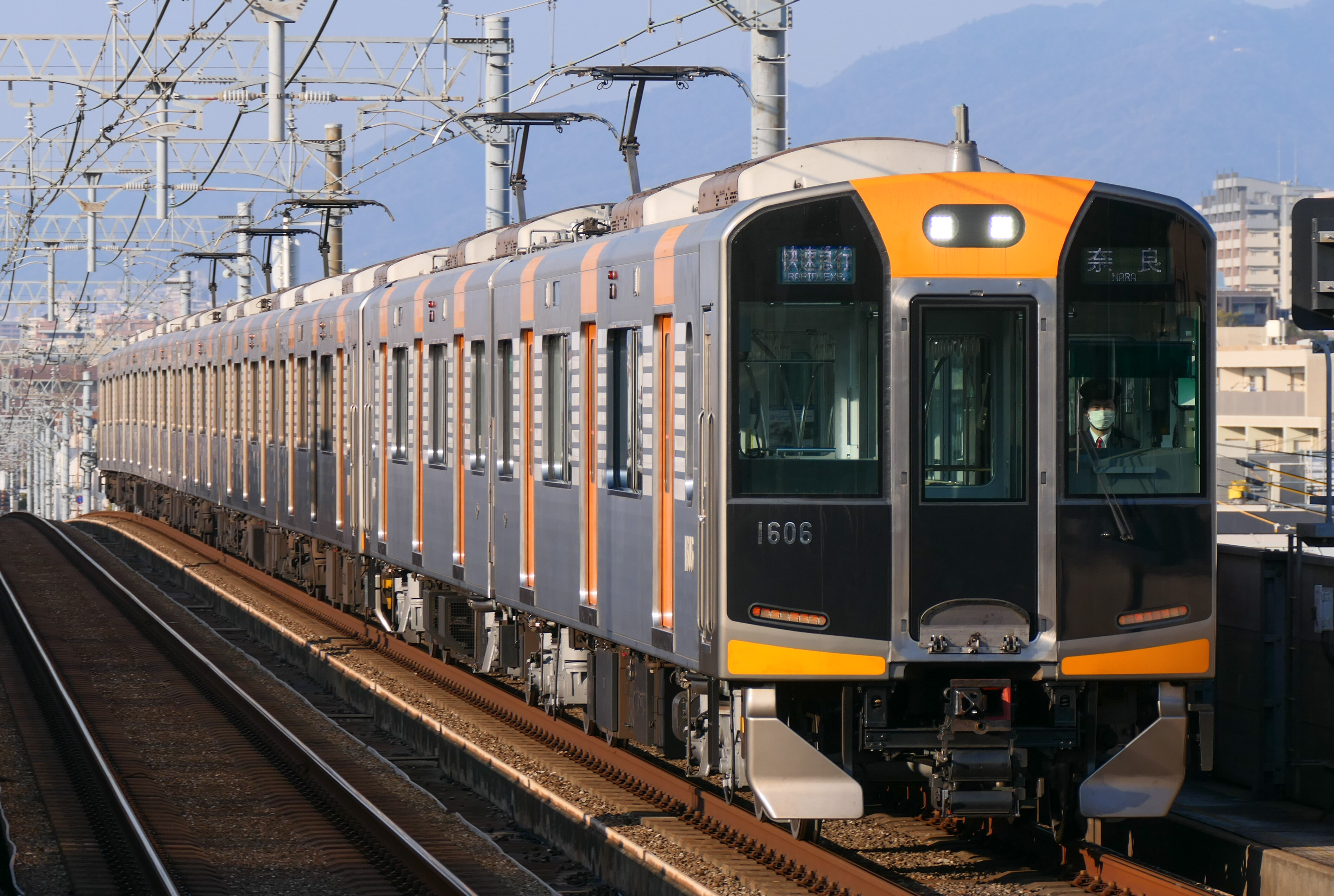
1000-serie

Hanshin (Japans: 阪神電気鉄道株式会社, Hanshin Denki Tetsudō Kabushiki-gaisha), is een privé-spoorwegmaatschappij in Japan. De naam is een samenvoeging van de onyomi-uitspraken van de karakters 阪 en 神, welke respectievelijk voor Ōsaka (大阪) en Kōbe (神戸) staan. De maatschappij heeft een relatief klein netwerk van spoorlijnen dat de steden Ōsaka, Kōbe en Amagasaki verbindt. Naast het uitbaten van spoorlijnen houdt Hanshin zich ook bezig met busvervoer, vastgoed, een reisbureau en een van de bekendste honkbalclubs in Japan, de Hansin Tigers.

## Geschiedenis
Het bedrijf werd in 1899 opgericht als Settsu Denki-tetsudō Kabushiki-gaisha, hoewel de naam Settsu als snel werd vervangen door Hanshin. In de jaren na de Tweede Wereldoorlog ging Hanshin enkele samenwerkingsverbanden aan met andere spoorwegmaatschappijen (o.a. Kintetsu) om zo voor doorgaande verbindingen via de eigen spoorlijnen te zorgen. In 2006 verkreeg de spoorwegmaatschappij Hankyū een meerderheidsbelang in Hanshin.

## Spoorlijnen
Het netwerk bestaat thans uit drie lijnen: enkele lijnen zijn gesloten of opgenomen in een van de bestaande lijnen.  
- Spoorlijnen in gebruik:
  - Hanshin-lijn (阪神本線) (Umeda - Motomachi)
  - Namba-lijn (阪神なんば線) (Ōsaka Namba - Amagasaki)
  - Mukogawa-lijn (武庫川線) (Mukogawa – Mukogawa-danchi-mae)
  - Kōbe Kōsoku-lijn (神戸高速線) (Motomachi – Nishidai, gedeeld met Hankyū)
- Voormalige spoorlijnen:
  - Hanshin Kita Ōsaka-lijn (北大阪線) (Noda – Tenjimbashisuji Rokuchōme, gesloten in 1975)
  - Kokudō-lijn (国道線) (Noda – Higashi-Kobe, gesloten in 1975)
  - Koshien-lijn (甲子園) (Kamikoshien - Koshien - Hamakoshien - Nakatsuhama, gesloten in 1975)
  - Amagasaki Kaigan-lijn (尼崎海岸) (Deyashiki - Higashihama)
- Ongebouwde lijnen:
  - Imazu Deyashiki-lijn (今津出屋敷線) (Takasu - Suzaki - Hamakoshien - Imazu)
  - Takarzuka Amagasaki-lijn (尼崎宝塚線) (Amagasaki - Takarazuka, grotendeels in gebruik als buslijn)
  - Daini (tweede) Hanshin-lijn (第二阪神) (Umeda - Chidoribashi - Amagasaki - Sannomiya - Minatogawa)

## Spoorwegmaterieel
Intercity's: 

1000-serie 

8000-serie 

9000-serie 

9300-serie
Stoptreinen: 

5001-serie 

5131-serie 

5500-serie 

5550-serie (1997) 

5700-serie (2015)
Mukogawa-lijn: 

7861-serie 

7890-serie

## Andere activiteiten van Hanshin
- Hanshin Bus
- eigenaar van honkbalteam de Hanshin Tigers en het door hen gebruikte Koshienstadion
- Hanshin Kankū (reisbureau)
- vastgoed
- parken
- hotels (met Hankyū)